# Cambridges krabspin
Cambridges krabspin (Xysticus luctator) is een spinnensoort uit de familie van de krabspinnen (Thomisidae).
De wetenschappelijke naam van de soort werd in 1870 als Thomisus luctator gepubliceerd door Ludwig Carl Christian Koch.